# كيليش

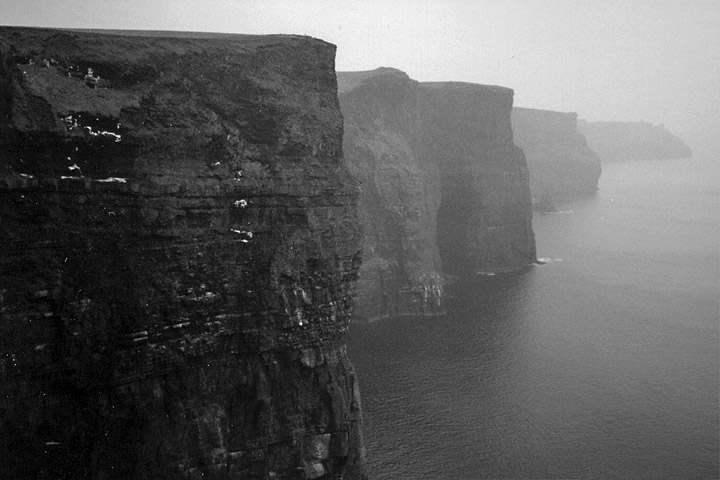
الطرف الجنوبي لمنحدرات موهير في مقاطعة كلير. أحد المواقع الكثيرة المسماة كيليش.

كيليش (بالإنجليزية: Cailleach)‏ في الأساطير السلتية يشار إلى كيلیش بأنها "أم الجميع" في بعض أنحاء اسكتلندا. وتعرف أيضا باسم سكوتيا Scotia وترسم على هيئة امرأة عجوز شمطاء بأسنان دب وحشي وأنياب خنزير بري. يعتقدون أنها ساحرة كبرى. ومن الخرافات المتعلقة بكيليش، أن المزارع الذي يتأخر في حصاد زرعه سيكون الشخص الذي "يبحث" عن كيليش بقية العام، حتى الحصاد التالي. المزارع الأول الذي ينهي حصاده يجب أن يصنع دمية من المحصود الذي أتمه. ثم يعطيها إلى المزارع التالي الذي ينهي حصاده. وتظل تدور هكذا إلى أن تنتهي مع المزارع الأخير. والمزارع الأخير يضطر أن يراقب المرأة العجوز".
وقد اشتهرت أيضا بأنها هي التي خلقت الأرض «بطرقتها؛ تفلق الجبال بالتناوب وتمنع نمو العشب، أو تثير العواصف. ويتبعها العديد من حيوانات البرية».